# Paul Cuvelier
Paul Cuvelier   (Lens, 22 de novembre de 1923 - Charleroi, 5 de juliol de 1978), és un autor de còmics belga. Algunes de les seves obres més destacades són, Corentin i Texas Slim, entre d'altres.

## Biografia
El tercer de set fills, Paul és el fill de Charles Cuvelier, metge rural. Va néixer a Lens, prop de Mons, on va passar la seva infància. El seu primer dibuix, que representa Saint-Nicolas i el seu ase, es va publicar a Le Petit Vingtième el 1930 quan encara no tenia set anys. Dibuixant frenètic, li va nota la seva habilitat un pintor que li va oferir una paleta per a esquerrans i més tard, va freqüentar l'estudi del pintor Louis G. Cambier. Va conèixer a Hergé el 1945 i aquest admirat de la mestria gràfica, l'aconsella que s'orienti cap al còmic.
L'any 1946, a Le Journal de Tintin, va crear el seu personatge principal Corentin Feldoë, un heroi adolescent valent i servicial.Era un molt bon dibuixant i pintor de l'anatomia. Amb el seu Corentin chez les Peaux-rouges, i els seus magnífics cavalls, Paul Cuvelier és un dels pioners del gènere western al còmic franco-belga (també va crear Texas Slim que posterior-ment assumirà René Follet). Tema que seguiran dibuixants francesos dels anys 1970-1980, com Jean Giraud amb el seu Blueberry, o Derib per a Yakari o Buddy Longway.
Paul Cuvelier va crear a continuació la sèrie Line, de la qual va publica els quatre primers episodis de 1963 a 1965, i l'últim l'any 1971.
Va deixar el còmic el 1950 per viure només de la pintura. Va obrir un taller on es dedicava al dibuix l'escultura i la pintura. Després el 1960 va tornar a dibuixar el personatge de Corin, decebut pel seu fracàs com a pintor. Amb Greg va crear Flamme d'Argent el 1960 i dos anys més tard Wapi amb guió de Benoît i Acar, també va tornar amb Greg, a la sèrie Line. Entre el 1967 i el 1968 va treballar a Epoxy amb guió de Jean Van Hamme. Aquest va ser un dels primers còmics per adults editat per Èric Losfeld.

## Sèries i àlbums
- Corentin
- Line
- Epoxy
- Wapi
- Flamme d'Argent

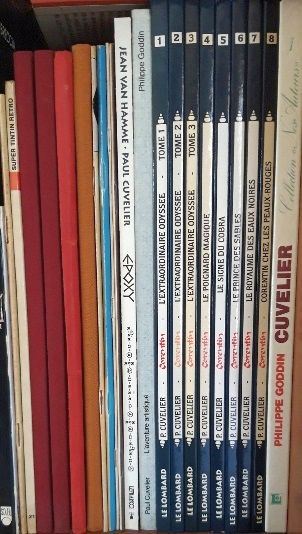
Àlbums de Paul Cuvelier

- Tom Colby - Le Canyon Mystérieux (guió d'Hergé i Edgar P. Jacobs la sinopsi), col. Document num 1, éd. Magic Strip (difusió Futuropolis), 1979
- En ce temps-là..., relat complet de 5 pàgines amb guió de Yves Duval, publicat l'any 1953 al num. 13 de la revista Tintín[3]
- Si L'Iliade m'était contée, Súper Tintín Rétro numero 21 (25bis del hebdo), 1983 (Relat complet de 4 pàgines amb guió de Yves Duval, publicat l'any 1956 al numero 34 a la revista Tintín)
- La Prodigieuse invention du Professeur Hyx, a la revista Tintín Belga, 1948
- La Passion de Jésus-Christ al numero 78 de la revista Dissabte-Jeunesse (abril 1964)

## Distincions
- 1974: Preu Sant-Michel al millor dibuix realista per Le Royaume des eaux noires (Corentin)